# 申真衣
申 真衣（しん まい、1984年7月28日 - ）は、GENDA取締役、ファッションモデル。
GENDA代表取締役社長を歴任した。

## 略歴
大阪府出身で、四天王寺中学校・高等学校を経て、東京大学経済学部で金融工学を学ぶ。
2007年ゴールドマン・サックス証券、2010年金融商品開発部金利・為替系デリバティブ担当、2016年4月金融商品開発部部長、2018年1月マネージングディレクター。
2018年5月にゴールドマン・サックスを退職して片岡尚とともに株式会社ミダスエンターテイメントを共同創業し、2019年6月20日に代表取締役社長に就き、2020年にGENDAへ商号変更した。
友人と子供洋品店で買い物時にファッション雑誌『VERY』の編集者から声を掛けられ、2019年6月号に初めて掲載され、2020年3月号から社長業と並行して専属モデルとして活動した。2024年3月号で同誌を卒業して『VERY NaVY』へ移行した。
2025年4月25日付でGENDA代表取締役社長を退任し取締役に退いた。

## 人物
父親は勤務医で母親はピアノ教師、3歳上の姉と4歳下の妹がいる。両親は在日韓国人で自身は3世にあたる。姉と妹も医師だが自身は敷かれたレールの上を歩むのは嫌だと思い、医学部ではなく東大経済学部で学ぶ。
2014年12月に結婚し、2016年に第1子女児と2020年11月に第2子女児を出産した。
「ロールモデルにしたい人」に襟川恵子を挙げる。